# Lev Raphael
Lev Raphael (* 1954 in New York) ist ein US-amerikanischer Schriftsteller jüdischer Herkunft und Sohn von Überlebenden des Holocaust.

## Leben
Raphaels Mutter war Polin, sein Vater Tscheche. Er studierte an der University of Massachusetts Amherst  Englisch und kreatives Schreiben mit Master-Abschluss und erwarb einen Ph.D. in American Studies an der Michigan State University. Er lehrte 13 Jahre lang an Hochschulen in New York, Massachusetts und Michigan und widmet sich seit 1988 ausschließlich der Schriftstellerei.
Er schreibt Kurzgeschichten, Krimis, Romane, Erinnerungen und Buchbesprechungen, etwa in der Washington Post, schreibt Kritiken im Internet und macht Radiosendungen. Er ist einer der ersten amerikanischen Schriftsteller, die die Auswirkungen des Holocaust auf die zweite Generation, die Kinder der Überlebenden, in seinen Romanen thematisiert haben.
Insgesamt hat er bisher 24 Bücher geschrieben, die in rund ein Dutzend Sprachen übersetzt wurden. Winter Eyes und Das deutsche Geld nimmt Holocaust-Überlebende in den Blick. Er leistete Beiträge zu drei internationalen Holocaust-Konferenzen. Er hatte Lesungen in Nordamerika, Israel und Frankreich, England, Schottland, Österreich und Deutschland, zuletzt 2010 und 2011. Er liest auch auf Deutsch.

## Auszeichnungen
- Harvey Swados Fiction Prize
- Reed Smith Fiction Prize
- Prize for Innovative Prose von International Quarterly
- 1991: Lambda Literary Award für Dancing On Tisha B’av

## Werke in deutscher Übersetzung
- Yiddishkeit oder Das eigene Leben. Roman. Parthas, Berlin 2007, ISBN 978-3-86601-652-1.
- Winter eyes. Roman. Übersetzt von Paul Lukas. Parthas, Berlin 2006, ISBN 3-86601-651-4.
- Das deutsche Geld. Roman. Übersetzt von Paul Lukas. Parthas, Berlin 2005, ISBN 3-86601-650-6.